# Roco Vargas

Roco Vargas est une série de bande dessinée de l'Espagnol Daniel Torres. Publiée à partir de 1983 dans le mensuel Cairo (es), Norma Editorial en a publié quatre albums dans les années 1980, puis quatre autres dans les années 2000 lorsque Torres a relancé la série et un neuvième en 2017. Hormis la dernière, l'ensemble de ces histoires ont paru en français peu après leur publication espagnole.
Roco Vargas est un pilote spatial qui, une fois enrichi, a pris sa retraite pour écrire des romans de science-fiction et gérer le Mongo, sa boîte de nuit populaire dans toute la galaxie. Entouré de sa secrétaire Rubi, son robot Cosmo et sur serviteur martien Sanson, il est parfois conduit à revivre des aventures cosmiques.
Cette série de science-fiction parodique, dessinée dans une ligne claire maîtrisée, à la manière de ce que faisait Yves Chaland à la même époque en France, est selon l'encyclopédiste spécialisé Patrick Gaumer « une des meilleures parodies du genre ».

## Publications en français

### Périodiques
- L'Homme qui murmurait, dans (À suivre) no 79 à 83, 1984[2].
- Saxxon, dans (À suivre) no 97 à 101, 1986[2].

### Albums
- Roco Vargas, Casterman (tome 1 à 4) puis Norma (tome 5 à 8)[3] :

1. Triton, 1985  (ISBN 2-203-33520-3).
2. L'Homme qui murmurait, 1985  (ISBN 2-203-33525-4).
3. Saxxon, 1987  (ISBN 2-203-33531-9).
4. L'Étoile lointaine, 1989  (ISBN 2-203-33533-5).
5. La Forêt obscure, 2002  (ISBN 84-84313-37-9).
6. Le Jeu des dieux, 2004  (ISBN 84-84319-14-8).
7. Promenade avec les monsters, 2005  (ISBN 84-9814227--X).
8. La Balade de Dry Martini, 2006  (ISBN 84-9814615--1).

## Récompenses
- 1986 : Prix Haxtur du meilleur dessin